# 没有航标的河流
《没有航标的河流》是1983年上映的中国大陆剧情片，由西安电影制片厂出品，吴天明执导，李纬、陶玉玲主演，改编自叶蔚林的中篇小说《在没有航标的河流上》。